# Christian Lépine
Christian Lépine (Montreal, 18 de setembro de 1951) é um prelado canadense da Igreja Católica, atual arcebispo de Montreal.

## Biografia
Antes de entrar no Seminário Maior de Montreal, estudou no Collège Militaire Royal de St-Jean e na Ecole Polytechnique de Montréal. Foi ordenado padre em 7 de setembro de 1983, na Igreja de Santo André Apóstolo em Montreal, pelo arcebispo Paul Grégoire.
Primeiro exerceu seu ministério sacerdotal em Saint-Joseph du Mont-Royal antes de ir estudar filosofia na Pontifícia Universidade Gregoriana de Roma, de 1986 a 1989. De volta a Montreal, foi nomeado vigário de Notre-Dame-des-Neiges e pároco de Saint-Joseph du Mont-Royal. Lá permaneceu até 1996, quando aceitou a direção da Secretaria do cardeal Jean-Claude Turcotte.
Em 1998 foi chamado a Roma, onde trabalhou na Secretaria de Estado e depois na Congregação para o Culto Divino e a Disciplina dos Sacramentos. Em 2000, retornou a Montreal e foi nomeado diretor do Seminário Maior, mandato que ocupou até 2006. Entre 2006 e 2011, foi pároco de Notre-Dame-des-Champs e Purification-de-la-Bienheureuse-Vierge-Marie.
Em 11 de julho de 2011, foi nomeado bispo-auxiliar de Montreal pelo Papa Bento XVI, sendo consagrado como bispo-titular de Zabi em 10 de setembro de 2011, na Basílica-catedral de Marie-Reine-du-Monde, pelo cardeal Jean-Claude Turcotte, arcebispo de Montreal, coadjuvado por Lionel Gendron, P.S.S., bispo de Saint-Jean-Longueuil e por André Gazaille, bispo de Nicolet. Atuou como vigário episcopal para as Famílias e Jovens e Diretor da Pastoral Litúrgica.
Em 20 de março de 2012, foi elevado a arcebispo metropolitano de Montreal.

### Ordenações episcopais
Foi o principal ordenante de Alain Faubert em 2016 como bispo-titular de Vicus Pacati.